# Borealonectes
Borealonectes là một chi thằn lằn cổ rắn, được Sato mô tả khoa học năm 1980.